# Grange au sel de Stadtamhof

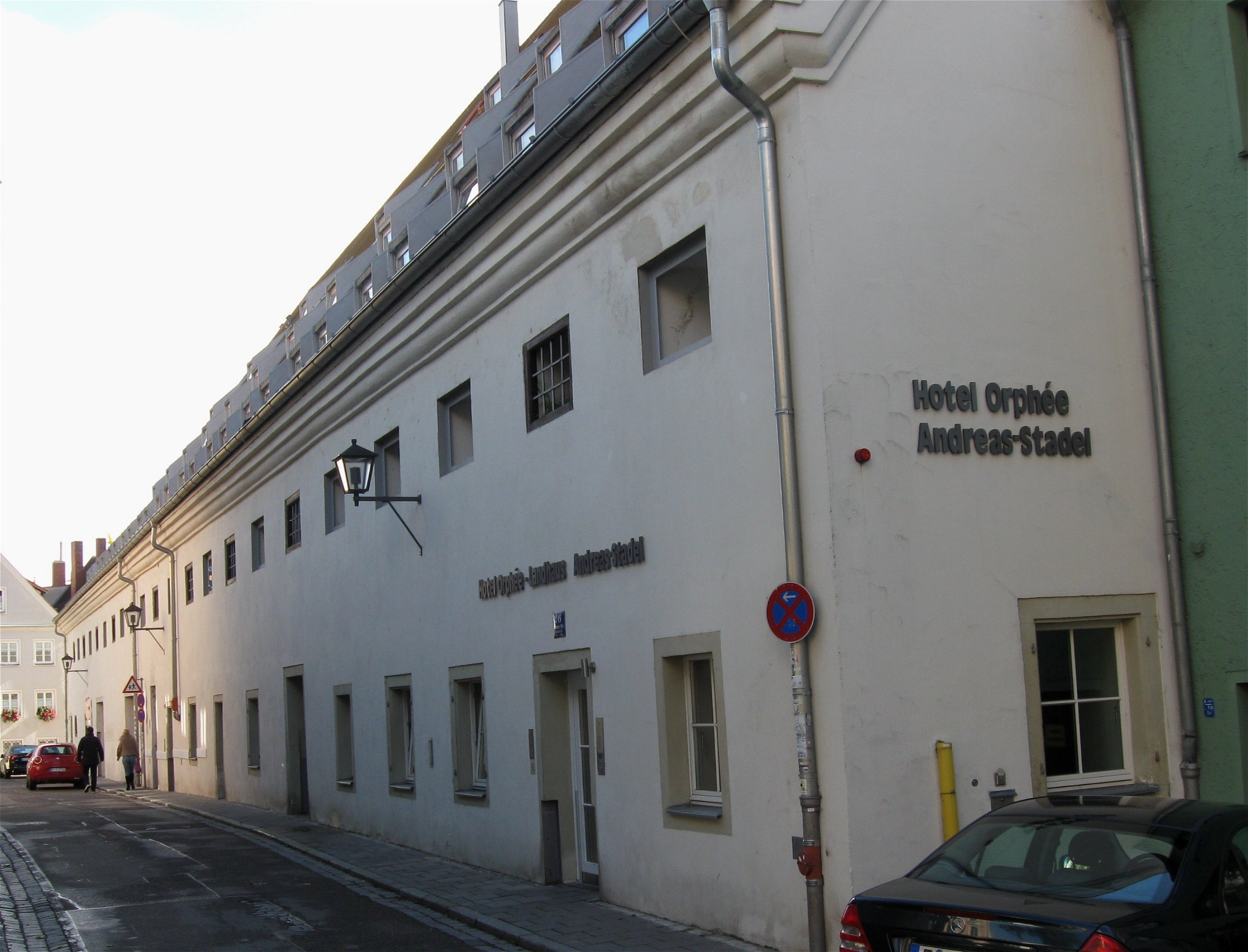
L'Andreasstadel
Vue de l'ouest vers le côté nord (2013).

La grange au sel ou grange Saint-André (Salzstadel, Andreasstadel) est un ancien entrepôt à sel, construit en 1597 et situé à Ratisbonne en Bavière, dans le quartier de Stadtamhof de l'autre côté du pont de pierre, au nord de la ville. L'édifice mesure 80 mètres de longueur. Après la rue Saint-André (Andreasstraße) au nord de la grange, du nom de l'ancien monastère voisin des chanoines augustins Saint-André-et-Saint-Magnus, le nom d'« Andreasstadel » est également utilisé aujourd'hui. Après la rénovation faisant suite à son classement comme monument protégé en 2002, l'ancienne grange au sel est aujourd'hui le plus ancien bâtiment séculier entièrement conservé de Stadtamhof. La partie Ouest du bâtiment est utilisée à des fins résidentielles. La partie orientale est maintenant la « maison d'art Grange-Saint-André » (Künstlerhaus Andreasstadel), foyer culturel important de Ratisbonne. 

## Histoire jusqu'en 1810

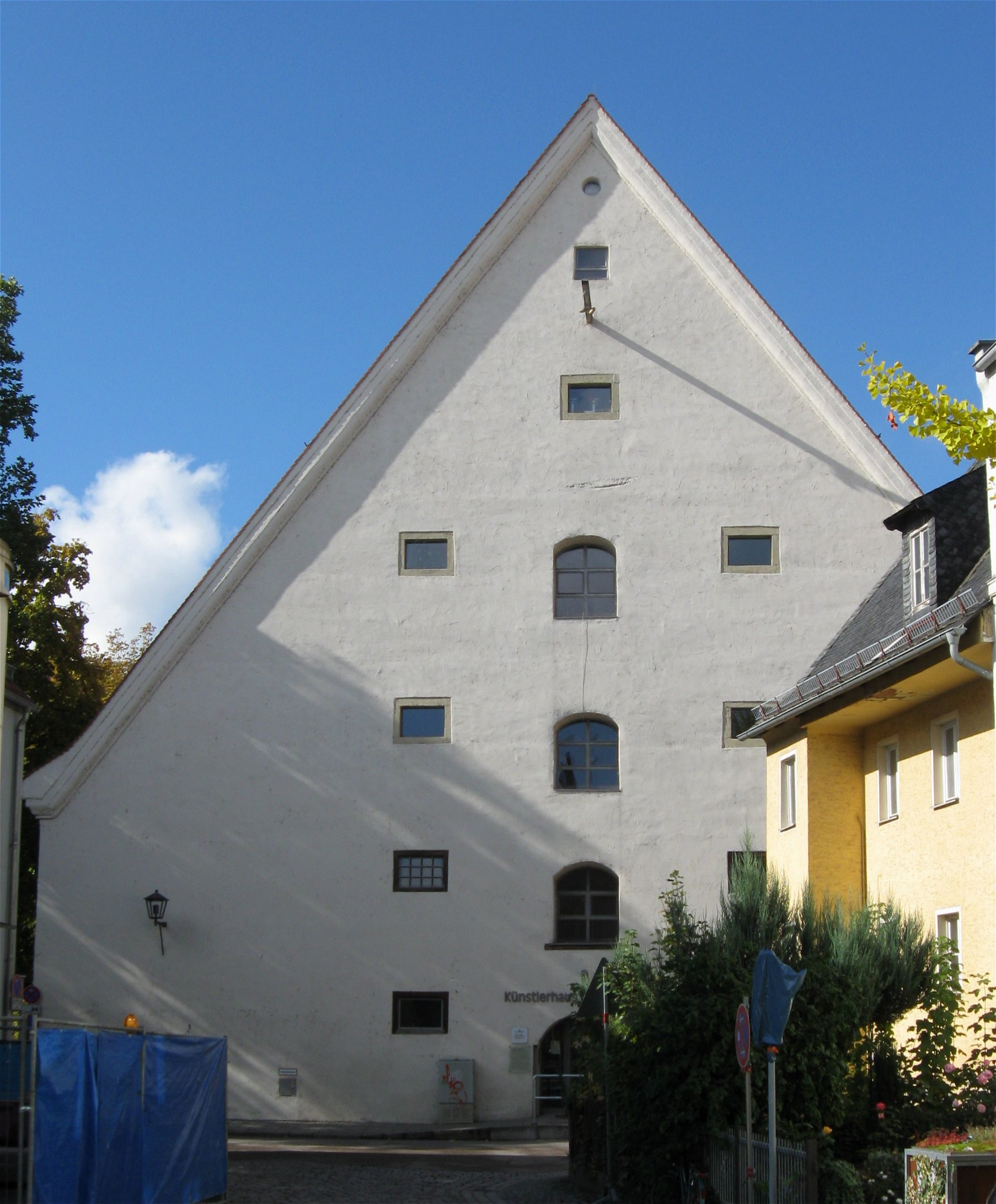
L'Andreasstadel
Vue du pignon oriental (2013).

Le début de la construction de la grange au sel bavaroise en 1597, première année de la prise de fonction du duc Maximilien Ier de Bavière, démontre la puissance économique des ducs de Bavière par rapport à la ville impériale de Ratisbonne située de l'autre côté du pont de pierre, Stadtamhof ne faisant pas partie de Ratisbonne à l'époque. Ratisbonne ne faisait alors pas de commerce de sel. Le début du règne du duc Maximilien Ier, qui dura jusqu'en 1651, fut marqué par le fait qu'il voulait rendre l'ancien duché de Bavière, qui fut ensuite élevé au rang d'électorat en 1623 pendant la Guerre de Trente Ans, financièrement viable. Pour cela, le commerce du sel sur le Danube avec les régions bavaroises au nord et à l'ouest de Ratisbonne était très important. Les navires bavarois transportant du sel en provenance de Passau pouvaient alors emprunter le bras Nord du Danube, s'y amarrer devant l'entrepôt, décharger le sel et l'entreposer temporairement dans la grange. La grange était une zone de rive fortifiée sous la forme d'un terrain avec des fortifications en amont, où l'amarrage et le déchargement pouvait être opérés en toute sécurité. Le bord de la rive au sud de la grange ne révèle pas la situation à cette époque sur le bras Nord du Danube, car dans les années 1950 ce terrain a été complètement rempli.
Le sel devait être transporté de l'entrepôt à l'extérieur du territoire de Ratisbonne par voie terrestre en traversant Stadtamhof à l'ouest jusqu'à la ville bavaroise voisine de Winzer. De là, le sel pouvait ensuite être transporté sur le Danube par bateau. 
Cette grange au sel desservait le commerce du sel bavarois qui était taxé par la ville de Ratisbonne qui en percevait des droits de douane (octroi) au passage du pont de pierre. L'interruption du transport de sel au pont de pierre (reliant Ratisbonne à Stadtamhof) rendait difficile le commerce du sel par le duché de Bavière. De plus, le débarquement des navires de sel bavarois sur la rive du bras Nord du Danube devant la grange au sel pouvait également être rendu plus difficile par la ville de Ratisbonne elle-même. Avec la construction d'un déversoir sur la pointe Ouest de l'île du Danube Oberer Wöhrd, appelé le « trou de déversoir », une tentative a été faite pour augmenter le débit d'eau vers le bras Sud du Danube où débarquaient les navires dont la marchandise devait atteindre Ratisbonne. Cela pouvait abaisser le niveau d'eau du bras Nord bavarois du Danube, de sorte que le débarquement et le déchargement des bateaux de sel n'étaient plus possibles. Le « trou de déversement » était donc devenu une pomme de discorde entre la ville impériale de Ratisbonne et le duché de Bavière, car les deux ont souvent tenté de baisser le niveau  d'eau de l'un contre l'autre. À partir de 1810, lorsque Ratisbonne a été incorporée au royaume de Bavière, la grange au sel ne fut utilisée que pendant quelques années comme entrepôt de sel pour le commerce avec le Haut-Palatinat et la Franconie.

## Après 1800

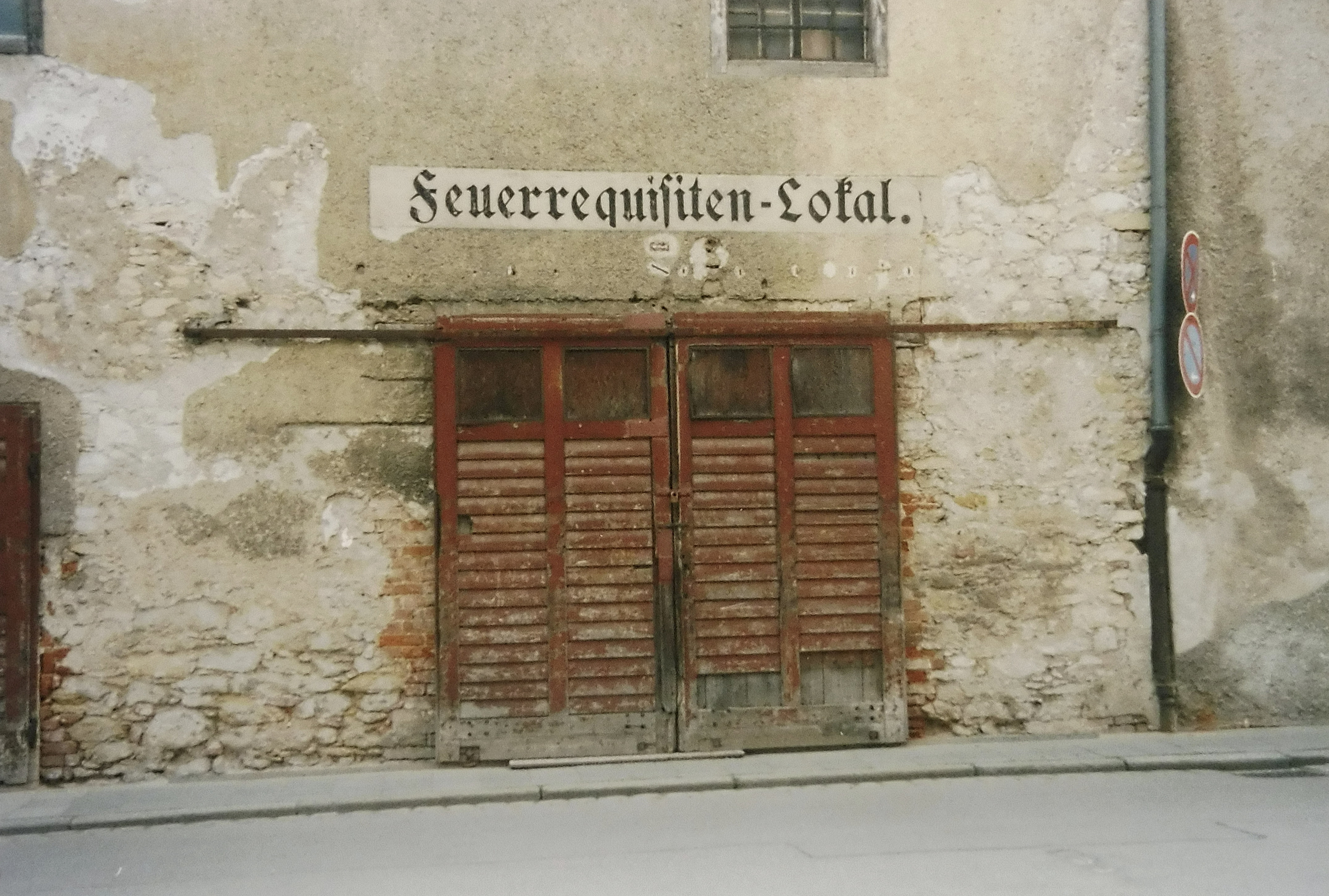
Porte de l'ancien bâtiment des pompiers (2000).

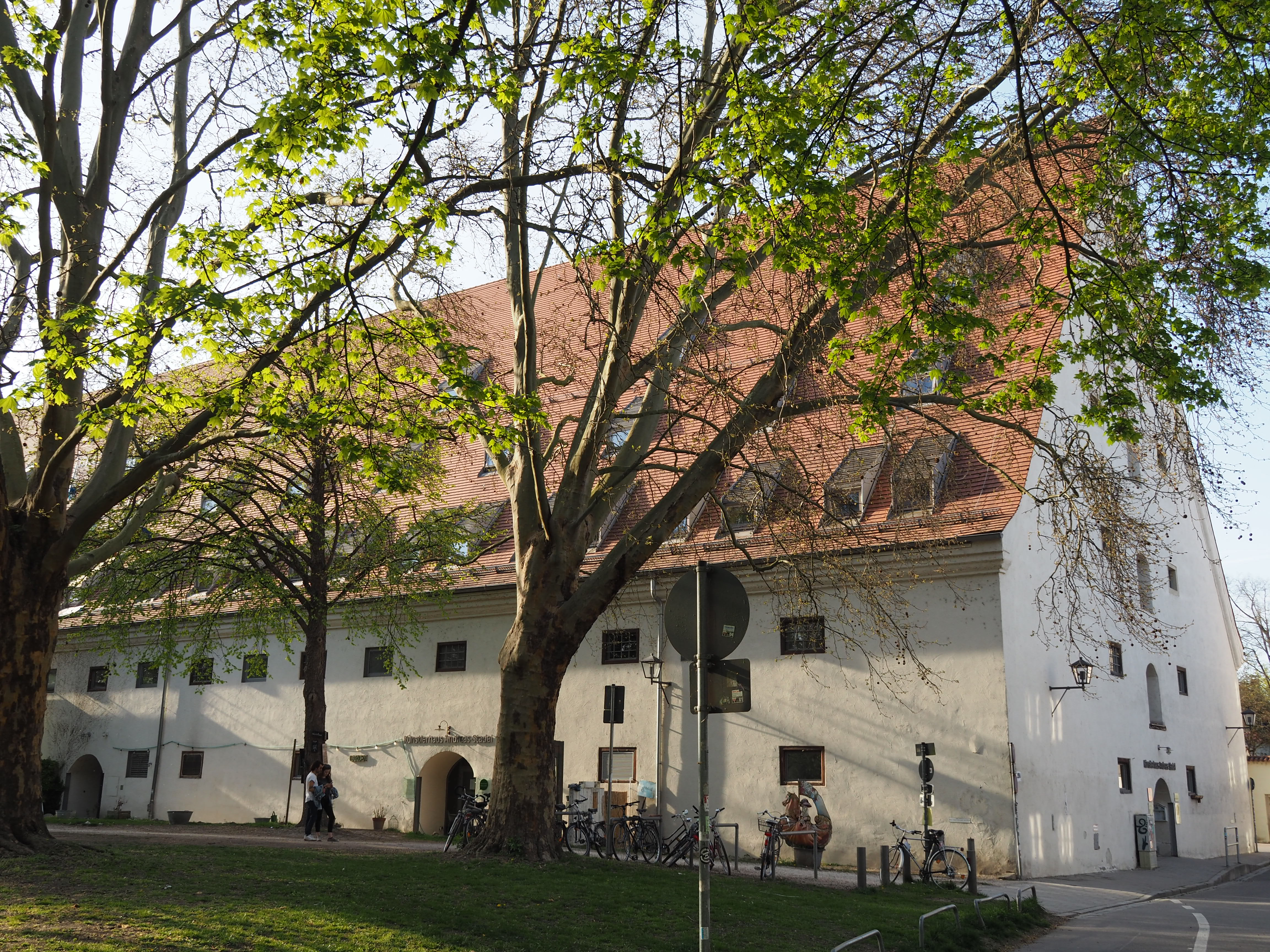
L'Andreasstadel, vue de la façade Sud.

Cet édifice de pierre qui est le plus ancien bâtiment séculier de Stadtamhof est d'allure imposante et sa charpente de bois révèle toute la maîtrise architecturale de la Renaissance. Sa structure est à quatre nefs avec double poutrage sous un toit de selle profilé sur deux étages et trois étages d'entrepôt. La vue de Stadtamhof est façonnée par l'immense toit en selle de la grange.
Après 1860, le bâtiment a été divisé en deux zones, chacune de 2 600 mètres carrés, et une partie a été vendue. La partie Ouest est devenue publique et a servi pendant des années la ville de Ratisbonne en tant que maison d'équipement des pompiers, en tant qu'entrepôt pour les matériaux de construction et les machines de construction, et plus récemment comme entrepôt pour les vélos trouvés. La partie Ouest était utilisée à des fins résidentielles et commerciales. En 2002, la partie orientale a été achetée par l'entrepreneur de Ratisbonne Zitzelsberger, pour développer un projet appelé «Künstlerhaus Andreasstadel» (Maison d'art Grange-Saint-André). Des fonds ont été levés pour construire des espaces de vie pour les artistes, pour aménager des salles polyvalentes, des salles d'enseignement et un café littéraire avec une scène, un petit cinéma et un restaurant. Cela a coûté environ 3 000 000 €. Quelques ateliers sont loués gratuitement par la Fondation Zitzelsberger pour l'art et la culture contre paiement des frais annexes. 
La partie Ouest de la Salzstadel est utilisée à des fins résidentielles et commerciales. Un groupe d'entreprises de construction y a construit vingt-neuf appartements et un hôtel de dix chambres. Les structures en bois des plafonds et de la charpente du toit ont été conservées et sont toujours intactes dans la zone du restaurant au rez-de-chaussée. Les principaux problèmes avec les mesures de construction pour l'utilisation à petite échelle de l'ancienne grange à sel concernaient les questions de ventilation et d'éclairage. En raison du manque de fenêtres et de lucarnes à l'étage supérieur de l'ancienne grange à sel, des formes spéciales pour les lucarnes compatibles avec la protection des monuments ont dû être développées.